# Roques Blanques (el Bruc)
Les Roques Blanques és una serra situada al municipi del Bruc a la comarca de l'Anoia, amb una elevació màxima de 768 metres.